# Наводницький парк
Наводни́цький па́рк — парк в Печерському районі міста Києва. Знаходиться у власності комунального підприємства з утримання зелених насаджень Печерського району. Парк оголошено рішенням виконкому міськради від 20.03.1972 р. №363.

## Історія
Парк закладений на початку 1960-х років на місці історичної Печерської коси у зв'язку з облаштуванням набережної Дніпра в районі новозбудованого мосту  ім. Є. Патона. З часу заснування і до 1993 року парк мав назву «Парк імені В. М. Примакова», а з 1993 року — має сучасну назву.

## Планування
В плані парк має неправильний трикутник, що утворюється Набережним шосе, Дніпром та мостом ім. Є.Патона. Загальна площа парку — 13,82 га, верхня тераса розташована на рівні 150 м над Дніпром. В основу композиції положене регулярне планування. Створений «круглий зал», оточений вискоми зеленими стінами з пірамідальних тополь, в центрі — велика клумба з групою хвойних рослин. Ближче до мосту Патона створений Скальний сад із декоративними гірками та оглядовими майданчиками.

## Пам'ятники
У 1970 році у парку був встановлений пам'ятник В. М. Примакову, радянському воєначальникові, ім'ям якого тоді називався парк. Пам'ятник був демонтований у 2016 році.
У ході підготовки до святкування 1500-річчя Києва, у 1982 році в парку встановили скульптурну композицію на честь літописних засновників Києва — Кия, Щека, Хорива та Либеді.
24 жовтня 2005 року у Наводницькому парку було закладено Алею ООН з нагоди відзначення 60-річчя заснування ООН та встановлено пам'ятний знак. У 2007 році у парку був встановлений хрест на місці будівництва храму на честь Святого Рівноапостольного князя Володимира.

## Прироодоохоронні заходи
В 2007 р. Київським еколого-культурним центром обгрунтовано створення пам'ятки природи місцевого значення "Наводницький парк".

## Галерея

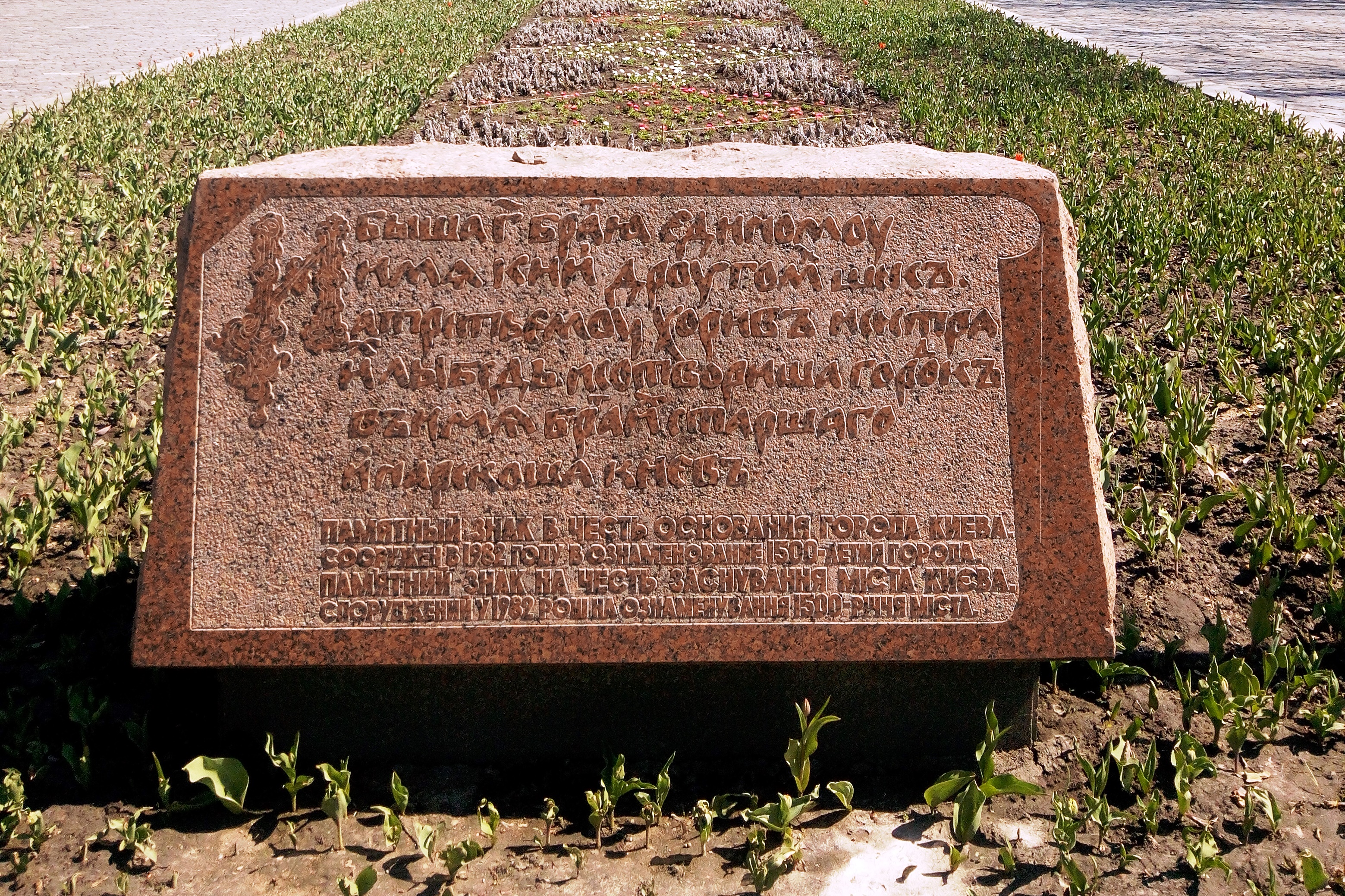
Пам'ятний знак на честь заснування міста Києва
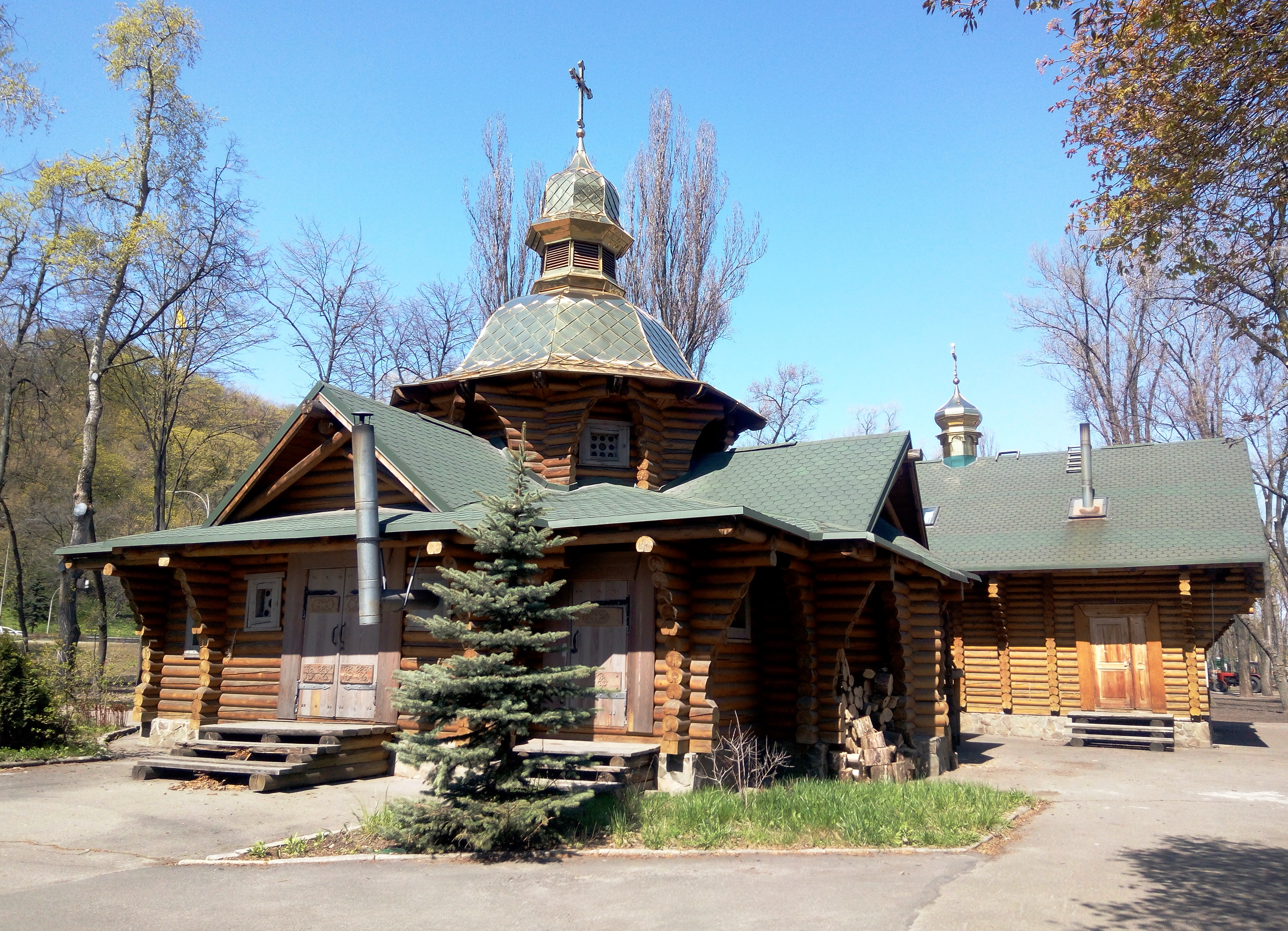
Дерев'яний храм рівноапостольного князя Володимира (2010)
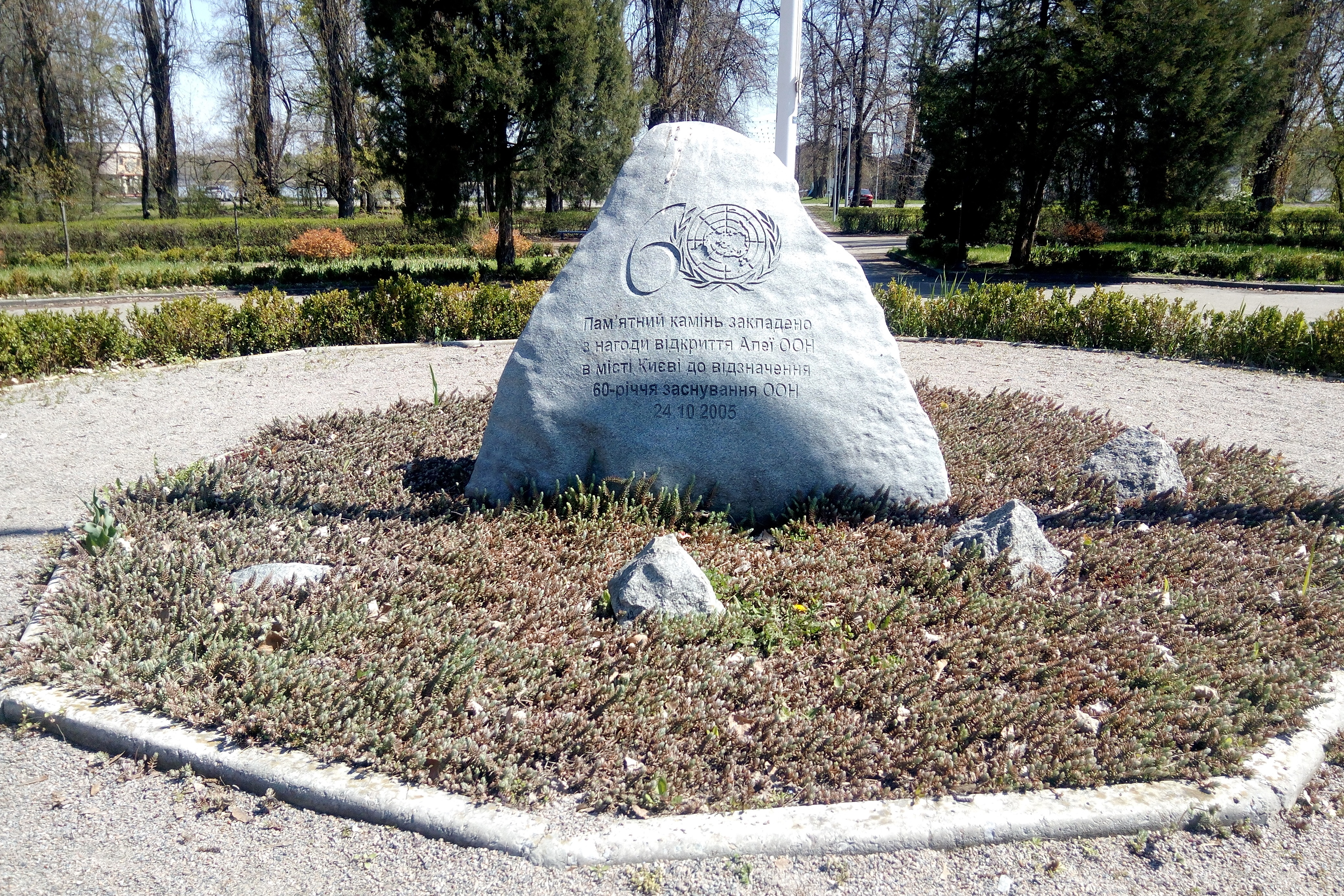
Пам'ятний камінь "60-річчя ООН"
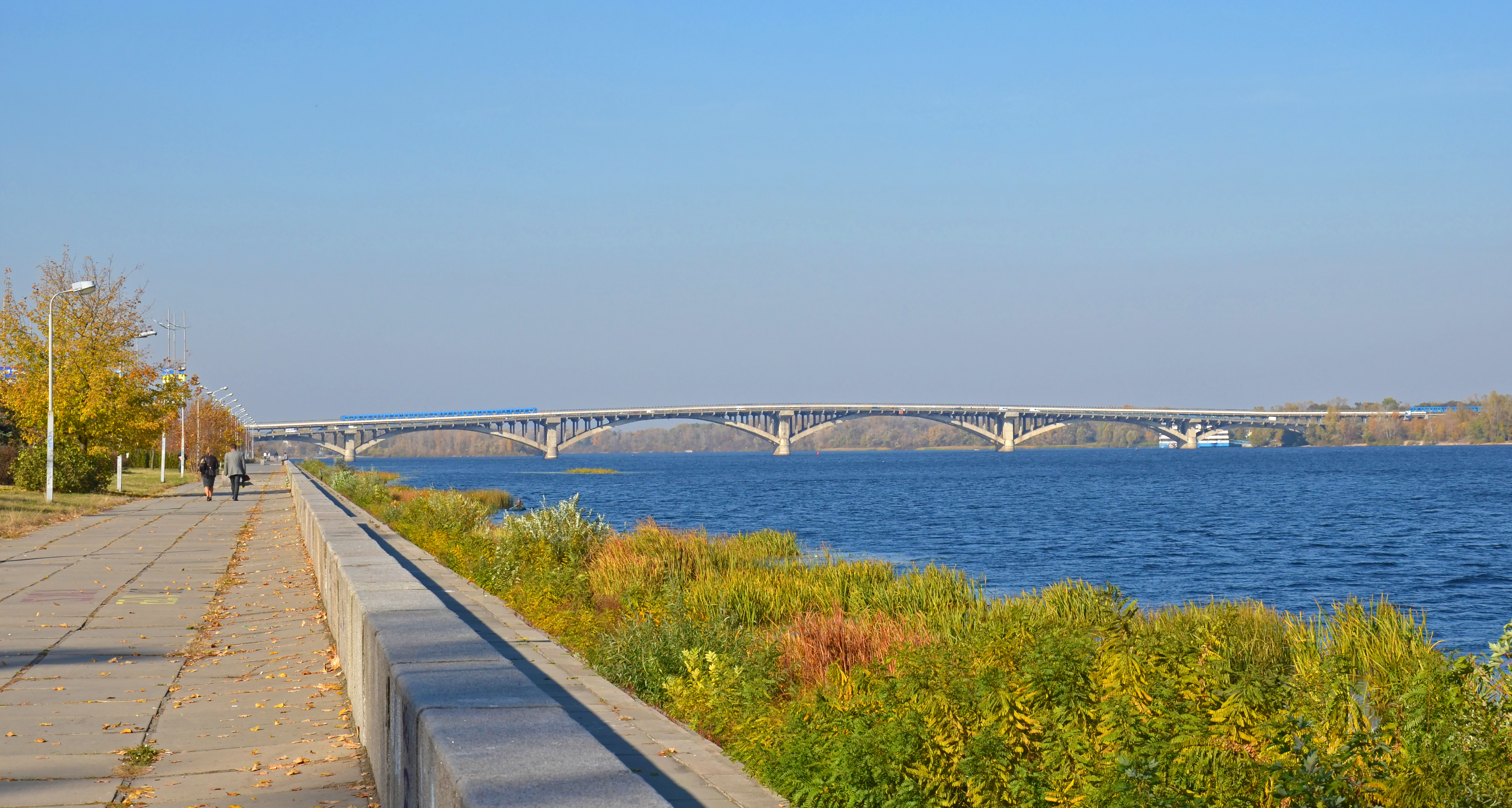
Наводницький парк
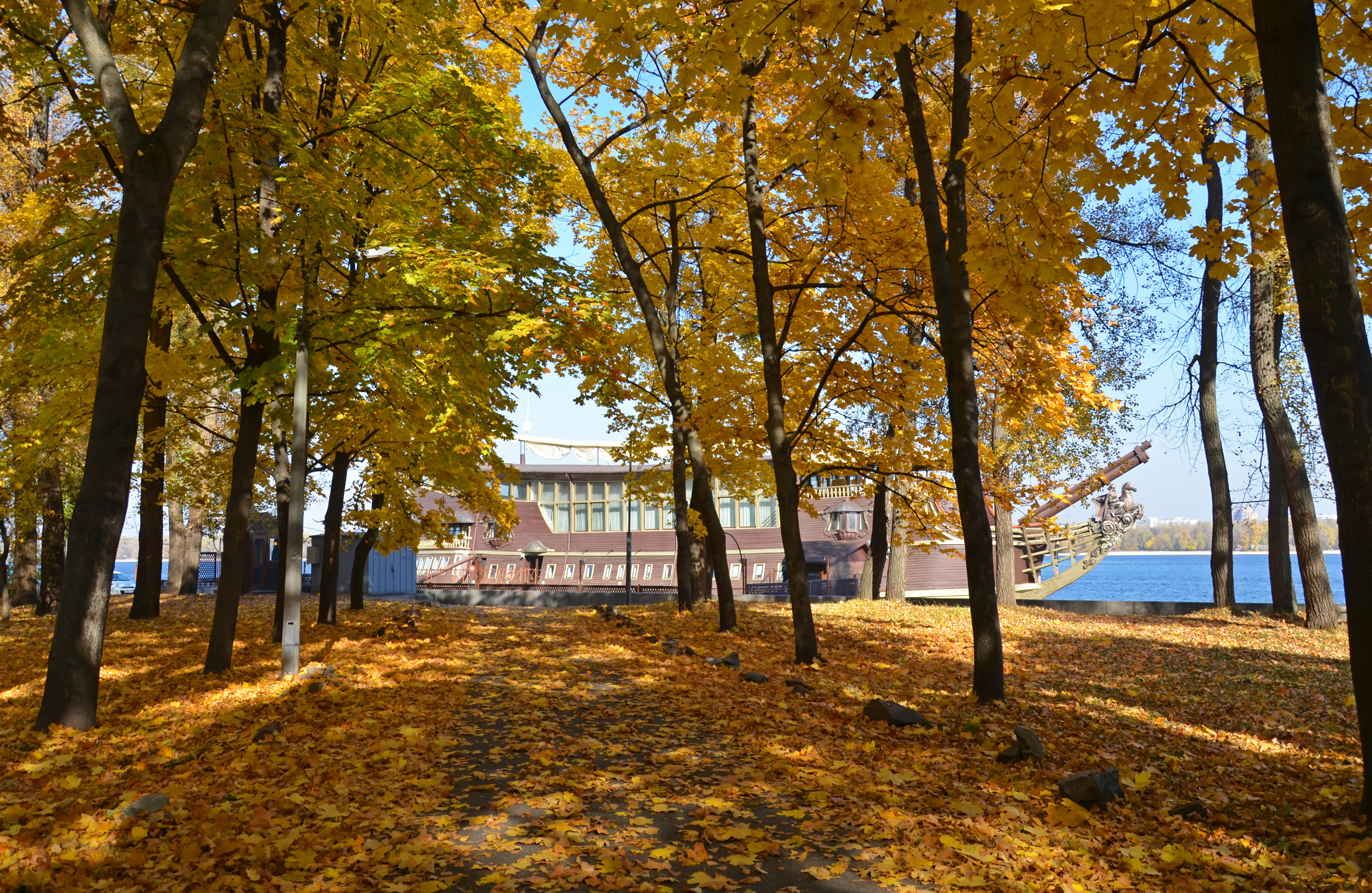
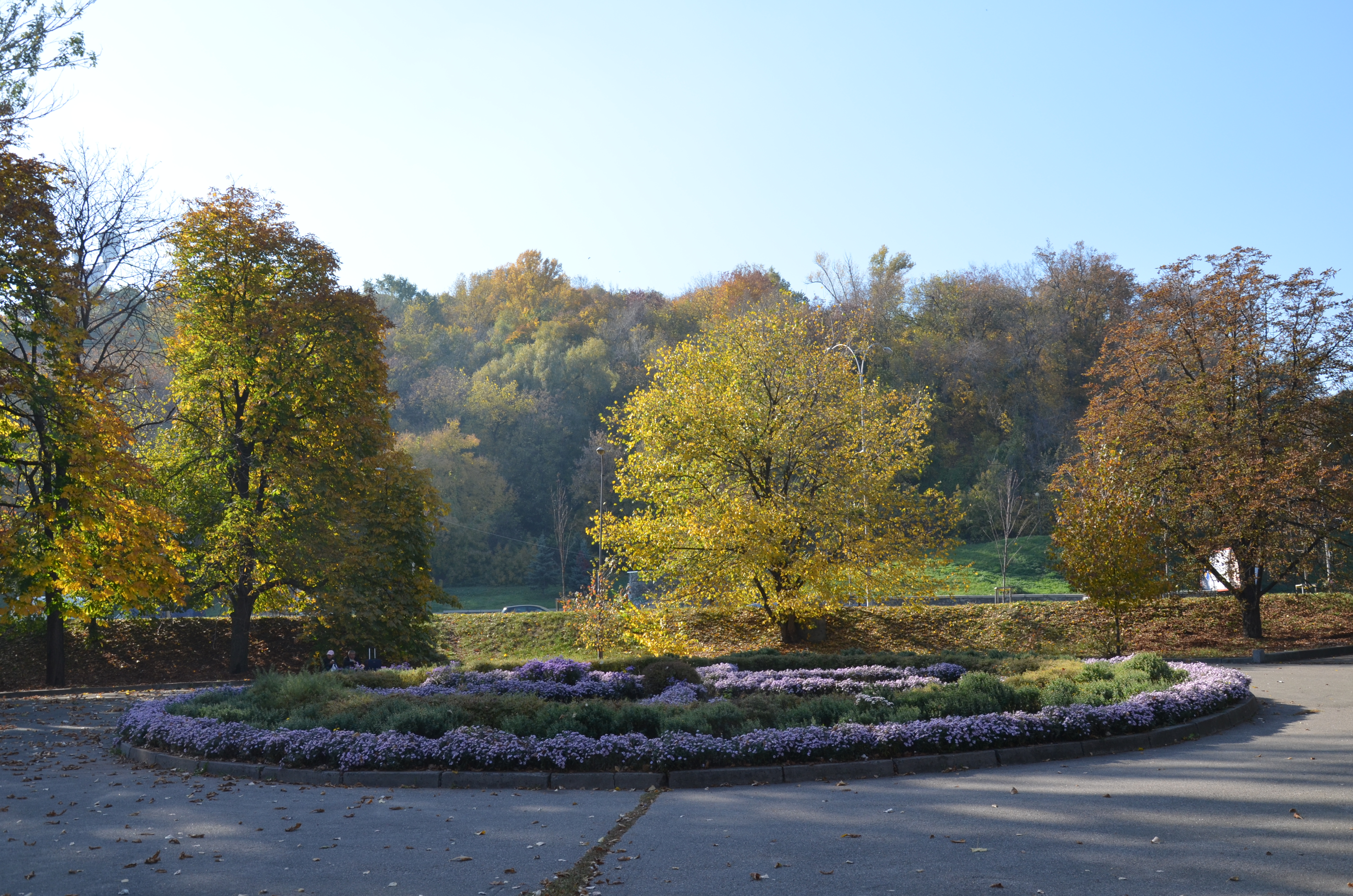
Наводницький парк восени